# 廖鼎琳
廖鼎琳（1914年—2017年2月10日）祖籍江西兴国，生于江西吉安，中国人民解放军开国少将。

## 生平
1929年参加中国共产党领导的革命，同年加入中国共产主义青年团，1930年参加中国工农红军，1935年加入中国共产党。第一次国共内战时期，历任红一军团炮兵营通讯员、警卫员，教导师二团连副指导员、指导员等职，参加了中央苏区一至五次反“围剿”，及二万五千里长征中的湘江战役、强渡乌江、强渡大渡河、飞夺泸定桥、直罗镇战役、东征战役等战役战斗。1936年入陕北红军大学学习。抗日战争时期，历任连指导员、股长、协理员、教导员、团政治处主任、区队政委、军分区政治部主任等职，参加了百团大战等战役战斗。第二次国共内战时期，历任晋察冀军区三纵十一旅政治部主任、冀中军区第九军分区副政委、第十军分区副政委、定县军分区司令员等职，参加了集宁战役、大同战役、保北战役、清风店战役、石家庄战役、平津战役等战役战斗。中华人民共和国成立后，历任绥远军区旅政委、师政委，中国人民解放军第三十六军一〇六师政委，中国人民志愿军装甲兵指挥部政委，中国人民解放军第六十六军副政委，华北军区工程兵政委，北京军区工程兵部主任、政委，中国人民解放军陆军第二十四军政委、国防科委训练基地政委、军委炮兵学院政委等职。参加了抗美援朝战争。
廖鼎琳是中国共产党第九次全国代表大会代表、第四届全国人民代表大会代表。1955年被授予少将军衔。曾获三级八一勋章、二级独立自由勋章、一级解放勋章，1988年7月获一级红星功勋荣誉章。
2017年2月10日，廖鼎琳在北京病逝，享年103岁。